# Gamay

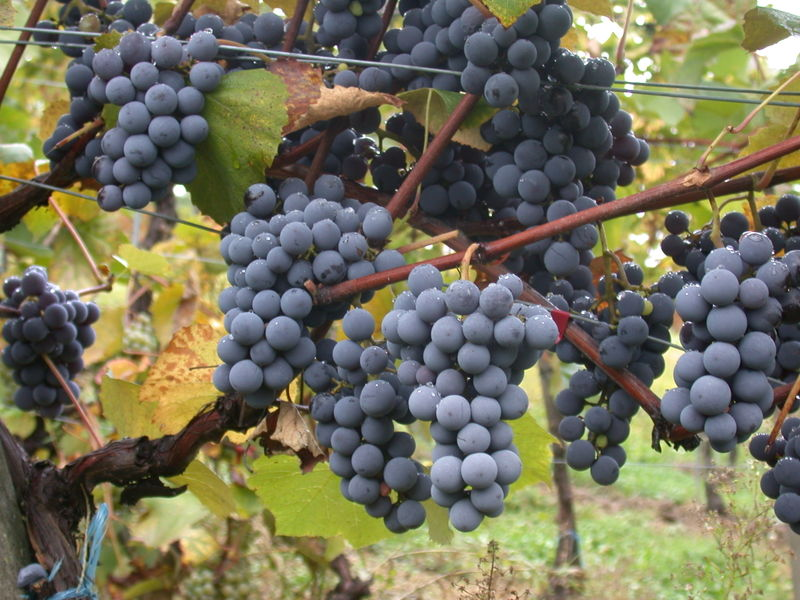
Struguri din soiul Gamay

Gamay negru, cunoscut mai simplu sub numele de Gamay, este un soi de viță-de-vie din genul Vitis subgenul vinifera care face struguri cu pielița neagră. Cele mai recente statistici arată că în Franța sunt 28.719 ha cultivate cu acest soi. Cea mai mare suprafață viticolă plantată cu acest soi se află în regiunea Beaujolais din Franța.

## Scurt istoric
Gamay apare în câmpiile Burgundiei în perioada anilor 1300 în localitatea Gamay din sudul regiunii Beaune fiind plantat de către țărani pe terenurile (puțin productive) închiriate de la nobili. În jurul anilor 1360, Gamay-ul amenința deja să preia sacrele terenuri Grand Cru ale Burgundiei, cultivate cu Pinot Noir, și stăpânite de cei mai puternici și importanți nobili ai Franței la vremea respectivă.
 În 1395 Filip al II-lea, Duce de Burgundia, ordonă țăranilor să distrugă culturile de Gamay, pentru a proteja prețiosul Pinot Noir. Acest ordin însă nu este îndeplinit în totalitate, deoarece vinul produs din Gamay este un vin ușor de băut, potrivit pentru mesele de prânz luate pe câmp de către țărani și în plus este un vin gata de a fi băut sau vândut la câteva luni după recoltare spre deosebire de Pinot Noir care necesită ani de maturare în butoi. Astfel se explică retragerea soiului către sud, în Beaujolais⁠(fr)[traduceți].

## Caracteristici
Nivelul scăzut al taninului din Gamay are ca rezultat, un vin ușor de băut, fiind recomandat la o temperatură sensibil mai rece decât temperatura camerei, respectiv 12-14 grade Celsius. Vița-de-vie Gamay este viguroasă și foarte productivă cu performanțe sporite în regiuni cu soluri granitice. Strugurii crescuți în soluri de tip nisipos precum cele din regiunea Beaujolais Villages reprezintă versiuni mai puțin aromatice ale Gamay-ului. Majoritatea strugurilor Gamay nu sunt supuși fermentației alcoolice tradiționale. Aceștia sunt fermentați prin macerația carbonică. Vinul astfel produs are procent scăzut de alcool, este aromatic și în mod normal este scos pe piață imediat după fermentare.
 Din punct de vedere stilistic, vinurile produse prin îmbinarea metodei de fermentare de mai sus cu metoda tradițională, sunt produse în nordul regiunii Beaujolais și au mai multă tărie și caracter, fiind foarte asemănătoare cu vinurile produse din soiul Pinot Noir. Vinurile cunoscute sub denumirea de Beaujolais Nouveau, produse din Gamay prin macerație carbonică sunt puse pe piață, conform tradiției, anual, în cea de a treia zi de joi din noiembrie, la un minut după miezul nopții. 

## Cru Beaujolais
Datorită caracterului excepțional și al unicității vinului produs din Gamay, zece comune (villages) din această zonă au câștigat titlul de Grand Cru. Ca grup individual, aceste zece comune sunt responsabile pentru 25 % din producția anuală de vin din Beaujolais și sunt considerate cele mai bune vinuri din lume pe bază de Gamay.
 De la nord la sud, acestea sunt:
- St-Amour
- Julienas
- Chenas
- Moulin-a-Vent
- Fleurie
- Chiroubles
- Morgon
- Regnie
- Côte de Brouilly
- Brouilly

## Alte zone de producție
A doua mare regiune de producție a Gamay-ului este Valea Loarei. În mici cantități întâlnim Gamay și în Elveția. Pentru multă vreme s-a crezut că este crescut de asemenea în California, dar cercetările recente au demonstrat faptul că strugurele cunoscut sub numele de Napa Gamay era de fapt Valdiguié, un soi total diferit, originar din regiunea Languedoc-Roussillon din Franța.

## Sinonime
Gamay poate fi întâlnit sub unul dintre următoarele nume: Borgonja crna, Bourguignon noir, Gamay Beaujolais, Gamay noir, Gamay noir a jus blanc, Gamay rond, Petit Gamay.